# Engollon

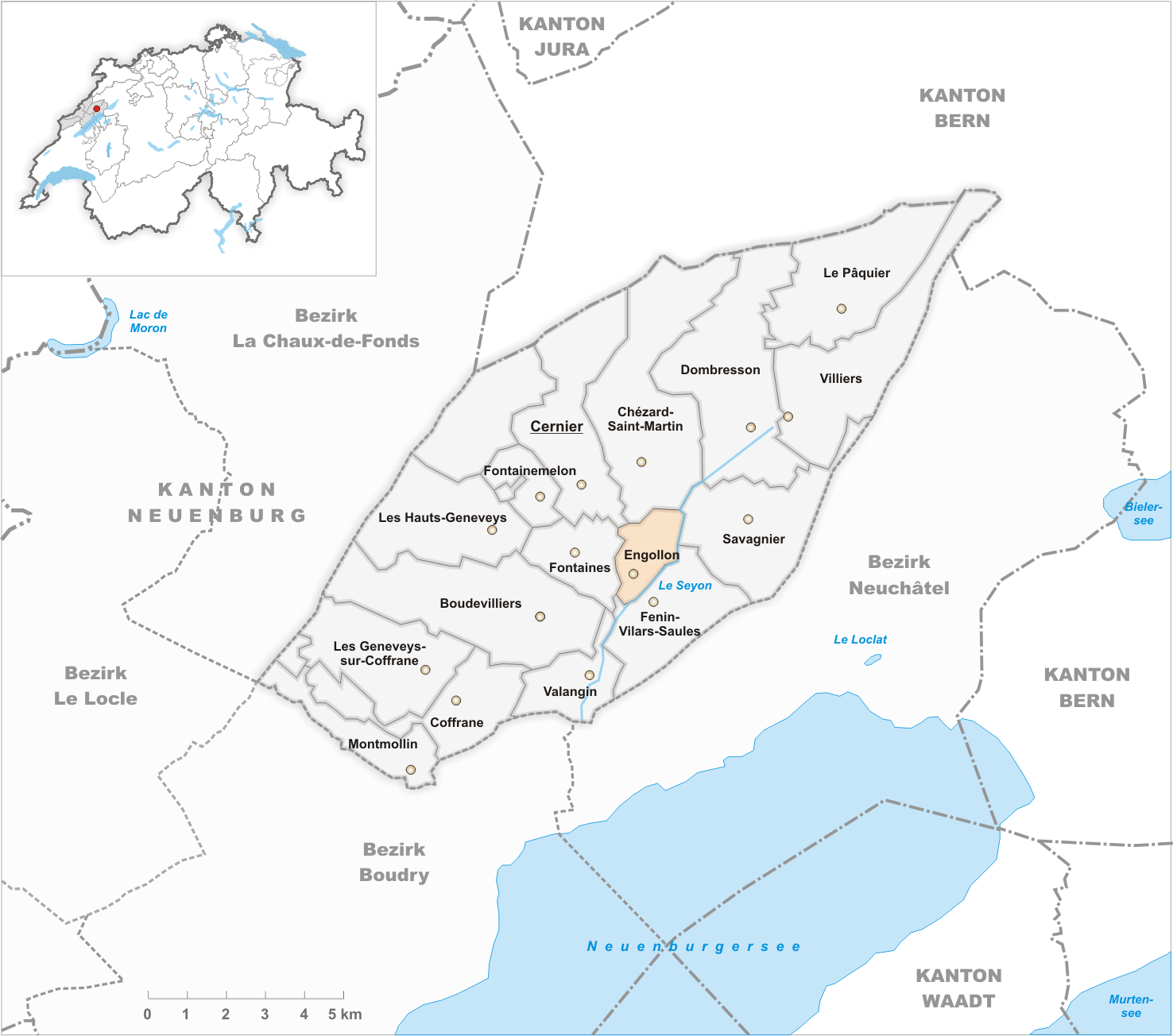
Gemeindestand vor der Fusion am 1. Januar 2013

Engollon war eine politische Gemeinde im Distrikt Val-de-Ruz des Kantons Neuenburg in der Schweiz. Am 1. Januar 2013 fusionierte sie mit den Gemeinden Boudevilliers, Cernier, Chézard-Saint-Martin, Coffrane, Dombresson, Fenin-Vilars-Saules, Fontainemelon, Fontaines, Les Geneveys-sur-Coffrane, Les Hauts-Geneveys, Montmollin, Le Pâquier, Savagnier und Villiers zur neuen Gemeinde  Val-de-Ruz.

## Geographie
Engollon liegt auf 727 m ü. M., fünf Kilometer nördlich der Kantonshauptstadt Neuenburg (Luftlinie). Das Bauerndorf erstreckt sich inmitten des Beckens Val de Ruz im Neuenburger Jura, zwischen den leicht in die Ebene eingesenkten Tälern des Seyon im Osten und des Morguenet im Westen.
Die Fläche des 2,6 km² grossen Gemeindegebiets umfasst einen kleinen Abschnitt im Zentralteil der Synklinale des Val de Ruz. Die östliche Grenze bildet der Lauf des Seyon, die westliche Grenze verläuft entlang des Seitenbaches Morguenet. Engollon hat Anteil an der landwirtschaftlich intensiv genutzten Senke des Val de Ruz. Die höchste Erhebung der Gemeinde befindet sich bei Sous Charrière (757 m ü. M.). Von der Gemeindefläche entfielen 1997 5 % auf Siedlungen, 12 % auf Wald und Gehölze, 82 % auf Landwirtschaft und etwas weniger als 1 % war unproduktives Land.
Nachbargemeinden von Engollon sind Fontaines, Cernier, Chézard-Saint-Martin, Savagnier und Fenin-Vilars-Saules.

Historisches Luftbild aus 1500 m von Walter Mittelholzer von 1927

## Bevölkerung
Mit 105 Einwohnern (Stand 31. Dezember 2012) gehört Engollon zu den kleinsten Gemeinden des Kantons Neuenburg. Von den Bewohnern sind 96,0 % französischsprachig und 2,7 % deutschsprachig (Stand 2000). Engollon hatte 1850 135 Einwohner; die Bevölkerungszahl sank bis 1980 auf 60 Einwohner, weist seither aber wieder eine leicht steigende Tendenz auf.

## Wirtschaft
Engollon ist noch heute ein hauptsächlich durch die Landwirtschaft geprägtes Dorf, wobei Ackerbau und etwas Obstbau überwiegen. Ausserhalb des primären Sektors gibt es nur wenige Arbeitsplätze im Ort, so dass einige Erwerbstätige auswärts, vor allem in Neuenburg, ihrer Arbeit nachgehen.

## Verkehr
Die Gemeinde liegt abseits der grösseren Durchgangsstrassen etwas oberhalb der Kantonsstrasse von Neuenburg über den Col des Pontins nach Saint-Imier. Engollon ist durch die Buslinie mit den Bahnhöfen von Les Hauts-Geneveys und Les Geneveys-sur-Coffrane verbunden.

## Geschichte
Die erste schriftliche Erwähnung von Engollon erfolgte 1228 unter dem Namen Engolun. Südwestlich von Engollon, nahe der Mündung des Morguenet in den Seyon, befand sich das 1301 zerstörte Städtchen La Bonneville. Einige Wälle sind heute noch sichtbar. Engollon gehörte zur Herrschaft Valangin, die teils den Grafen von Neuenburg, teils den Grafen von Montbéliard unterstand und 1592 endgültig an Neuenburg kam. Seit 1648 war Neuenburg Fürstentum und ab 1707 durch Personalunion mit dem Königreich Preußen verbunden. 1806 wurde das Gebiet an Napoleon I. abgetreten und kam 1815 im Zuge des Wiener Kongresses an die Schweizerische Eidgenossenschaft, wobei die Könige von Preussen bis zum Neuenburgerhandel 1857 auch Fürsten von Neuenburg blieben.

## Sehenswürdigkeiten
Engollon war im Mittelalter Zentrum einer Pfarrei, die sämtliche Nachbargemeinden im Val de Ruz umfasste. Die heutige reformierte Pfarrkirche Saint-Pierre besitzt einen Chor aus dem 13. Jahrhundert, das Kirchenschiff stammt aus dem 17. Jahrhundert und der Turm von 1803. Bei einer Renovation 1923 wurden im Chor bedeutende Wandmalereien aus dem 14. und 15. Jahrhundert entdeckt und freigelegt.
Ebenfalls auf dem Gebiet der Gemeinde Engollon findet das einzige Reggae-Festival der französischsprachigen Schweiz statt: das Festi Val-de-Roots (www.valderoots.com). Während 2005 ein reines Reggae-Festival war, bietet Val-de-Roots 2006 verschiedene Stilrichtungen.